# Anna Ferni
Anna Ferni (Milano, 9 giugno 1973) è una schermitrice italiana, specializzata nella spada.

## Biografia
Ai campionati europei di scherma ha conquistato una medaglia di bronzo a Danzica nel 1997 nella gara di spada individuale. È istruttrice di scherma e dal 2023 è maestra presso il Club Scherma Legnano.

## Palmarès
In carriera ha conseguito i seguenti risultati:
- Europei di scherma

Danzica 1997: bronzo nella spada individuale.